# William Wrigley junior II.
William Wrigley, Jr. II (* 6. Oktober 1963) ist ein US-amerikanischer Unternehmer.
William Wrigley war Chief Executive Officer des Unternehmens Wrigley und Urenkel von William Wrigley junior, der die Firma 1891 gründete. Im Oktober 2006 wechselte William Wrigley in den Aufsichtsrat und William Perez übernahm sein Amt und wurde damit der erste Chief Executive Officer, der nicht aus der Familie Wrigley stammt.
2018 stieg Wrigley bei Parallel, einem Hersteller für Cannabisprodukte, als CEO ein. Nach Kontroversen um einen möglichen SPAC Deal und mehreren Klagen gegen die Firma trat er jedoch 2021 zurück.
Wrigleys Vermögen wird auf 3,2 Milliarden US-Dollar geschätzt.